# Seongbuk-dong, Seoul
Seongbuk-dong (koreanska: 성북동)  är en stadsdel i Sydkoreas huvudstad Seoul. Den ligger i stadsdistriktet Seongbuk-gu nordöst om centrala Seoul.